# Turnianska Nová Ves
Turnianska Nová Ves (Hongaars: Tornaújfalu) is een Slowaakse gemeente in de regio Košice, en maakt deel uit van het district Košice-okolie.
Turnianska Nová Ves telt 339 inwoners.